# Lake Hart, Florida
Lake Hart är en ort i Orange County i delstaten Florida, USA.